# Grundemann von Falkenberg

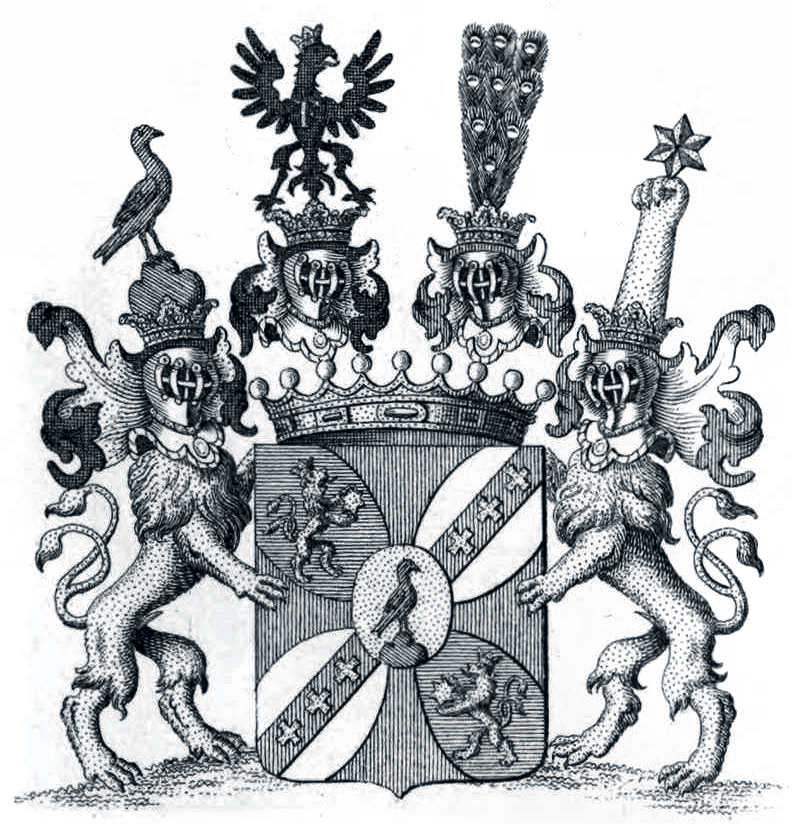
Wappen der Grafen Grundemann von Falkenberg 1716

Die Grundemann kamen aus Niedersachsen und Brandenburg und nannten sich nach der Burg Falkenberg (eigentlich Falkenburg) am Fluss Drage. 1613 wurden sie in den erbländischen Österreichischen Adel und 1628 in den oberösterreichischen Ritterstand aufgenommen. 1696 wurden die Grundmann zu Freiherrn von Waldenfels und 1716 in den Grafenstand erhoben.

## Geschichte
Martin Grundemann von Falkenberg war Hofrat des Bistums Bamberg und starb gegen Ende des 16. Jahrhunderts in Forchheim. Seine drei Söhne Konstantin, Elisäus (I.) und Balthasar kamen wegen ihrer katholischen Religion nach Österreich und wurden am 25. Dezember 1613 in den erbländischen österreichischen Adel (mit einer Wappenbesserung) aufgenommen. Elisäus kämpfte als kaiserlicher Hauptmann im Türkenkrieg 1598 (Belagerung und Einnahme der Festung Raab, siehe) und leistete auch Kriegsdienste für den Bischof von Bamberg. Seine zwei Söhne Albert und Elisäus (II.) waren beide Benediktiner in Göttweig.
Konstantin (1582–1658) war 1610 bis 1616 Hofrichter in Kremsmünster, 1622 wurde er kaiserlicher Rat, 1625 Obermauteinnehmer in Linz und Reformationskommissar (= Mitglied der Reformationskommission, die die Gegenreformation vorantreiben sollte). Seit 1628 war Konstantin 21 Jahre lang Vizedom im Land ob der Enns (Chef der Finanzverwaltung), im selben Jahr Landrat und 1629 Landesanwalt. 1626 hatte er Burg und Gut Streitwiesen im Weitental/NÖ erworben und erhielt 1630 ein Diplom mit vermehrtem Wappen und nannte sich seither Falkenberg „auf Streitwiesen“.
1633 wurde er kaiserlichen Hofkammerrat und erzherzoglicher Rat des Erzherzog Leopold Wilhelm, Bischof von Passau und Straßburg. 1628 wurde Konstantin in den jungen und 1636 in den alten oberösterreichischen Ritterstand aufgenommen, von 1656 bis zum Tod 1658 war er Verordneter der Landschaft.
Konstantin war zuerst mit Margaretha Holzschuch und seit 1620 mit Cäcilia Alt von Altenau (1601–1667), einer Tochter des Salzburger Erzbischofs Wolf Dietrich von Raitenau und der Salome Alt, verheiratet. Der Ehe entstammten zwei Töchter und sechs Söhne, also Enkelkinder des Fürsterzbischofs Wolf Dietrich, wovon nur vier erwachsen wurden: Johann Erasmus († 1664) stand in kaiserlichen Diensten, Franz Fortunat (1626–1700) war Benediktiner in Kremsmünster, Georg Konstantin (1623–1691) und Adam Anton (1624–1711). Georg Konstantin war seit 1648 Vizedom ob der Enns und kaiserlicher Hofkammerrat und machte aus der Herrschaft Waldenfels und Egereck ein Familienfideikommiss. Das Schloss Waldenfels ist heute noch im Besitz der Familie, das Schloss Egeregg ist 1737 abgerissen und als Baumaterial für das Prunerstift verwendet worden.
Ernst Konstantin (1653–1702) war Verordneter des niederösterreichischen Ritterstandes und Bambergscher Rat und erbte von seinem Onkel Georg Konstantin Waldenfels-Egereck. 1688 wurde er in die ungarischen höheren Stände aufgenommen und 1696 in den Reichsfreiherrnstand erhoben. Sein Sohn Johann Adam (1694–1719) wurde 1716 in den Grafenstand und 1717 in den niederösterreichischen Herrenstand aufgenommen.

## Persönlichkeiten
- Adam Anton Grundemann von Falkenberg (1624–1711), Diplomat und niederösterreichischer Land-Untermarschall
- Emma Helene, verh. Vietóris von Kis Kovály und Waszka (* 1870), Dichterin
- Ernst Grundemann-Falkenberg (1903–1987), österreichischer Politiker

## Wappen

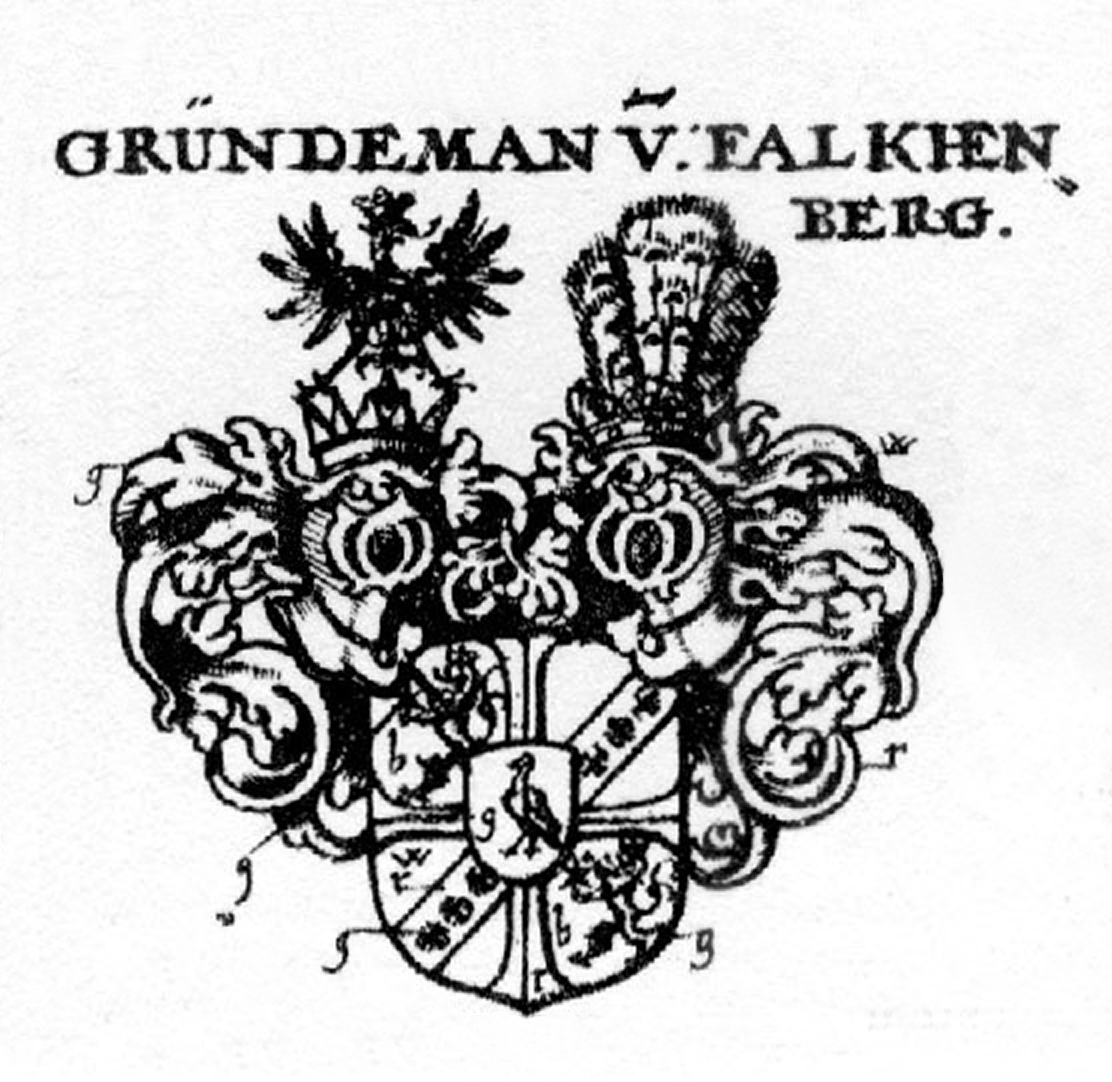
Wappen der Grundemann von Falkenberg

Das Wappen wird durch ein gelb-rotes Tatzenkreuz geviertet. Das Mittelschild zeigt einen Falken in gelbem Feld, im Feld 1 und 4 auf blau ein gelber Löwe, der mit den Pfoten einen goldenen Stern hält, 2 und 3 ein rotes Band mit drei gelben Kreuzen auf weißem Grund. Zwei offene gekrönte Helme mit einem zum Flug geschickten schwarzen Adler mit goldener Krone und einem "F" auf der Brust, der zweite hat drei natürliche Pfauenfedern. Die Helmdecken sind blau - gelb und rot - weiß.